# Oum Touyour
Oum Touyour (em árabe: أم اﻟﻄﻴﻮر) (também escrito Oum Tiour ou Oum Thiour) é uma cidade e comuna localizada na província de El Oued, Argélia. Segundo o censo de 2008, a população total da cidade era de 11 069 habitantes.